# GOCE
Gravity Field and Steady-State Ocean Circulation Explorer (GOCE) er en satellit til måling af jordens tyngdefelt. Den  blev opsendt den 17. marts 2009 og er den første satellit i ESAs planlagte  opsendelsesrække Den Levende Planet. 
GOCE's data vil finde anvendelse indenfor mange forskningsområder, herunder at kortlægge farlige vulkanske områder, og få indsigt i hvordan oceanerne opfører sig. Det sidste er en vigtig drivkraft bag missionen. Ved at kombinere tyngdekrafts-data med data fra de højdemålere som andre satellitter er udstyret med, vil videnskabsfolk være i stand til at følge retningen og hastigheden af geostrofiske havstrømme. Missionen sluttede i efteråret 2013, da satellitten forventeligt løb tør for brændstof.

## Beskrivelse
Satellitten er en cylinder på 5 meters længde og en diameter på 1 meter med. For at få så klare signaler som muligt, placeres satellitten i kun ca. 260 km højde. I så lav en bane er rummet stadig påvirket af Jordens ydre atmosfære, og satellitten kommer til at flyve gennem svage luftstrømninger. Derfor er GOCE udstyret med stabiliserende finner. I finnerne og i den side af satellittens krop som vender mod Solen, sidder indbyggede solpaneler. 

## Missionens formål
At med større nøjagtighed end det er muligt i dag fastlægge Jordens geoide, som er en hypotetisk ideal-vandoverflade i hvile – (uden tidevand og havstrømme) – hvor tyngdefeltet overalt er det samme.  Geoiden udgør en reference for fastlæggelsen af jordens topologi og er vigtig for at kunne måle bl.a. havstrømme, havoverfladens niveau og ændringer i jordens isdække. GOCE har som mål at kunne fastlægge geoiden med en nøjagtighed på 1–2 cm. Til det formål er den bl.a. udstyret med et Tyngdefelts-gradiometer – 3 par servostyrede accelerometre med hver 3 akser – og desuden tre uhyre nøjagtige stjernekompasser udviklet på DTU, navigationsinstrumenter som sørger for, at forskerne hele tiden ved, hvordan satellitten vender i rummet. Uden den viden kan satellittens målinger af jordens tyngdeacceleration ikke bruges.
Desuden kan viden om tyngdefeltets variationer give yderligere oplysninger om jordskælv, vulkanudbrud, jordpladernes hævning efter sidste istid samt om jordens indre opbygning.

## Jordens tyngdefelts indflydelse på havoverfladen
Jordens tyngdefelt påvirker vores klode på mange måder. En af de mere mærkværdige er, at regionale variationer i tyngdefeltet får verdenshavene til nogle steder at bule op og andre steder synke ned. Umiddelbart skulle man tro, at havoverfladen overalt på kloden ligger i nøjagtig samme niveau.
Men faktisk befinder overfladen af Det Indiske Ocean syd for Indien sig mere end 100 meter under f.eks. Østersøens overflade. Og sejler man fra Danmark over Nordatlanten til Island, skal man faktisk op ad bakke. Havoverfladen omkring Reykjavik og omegn ligger således cirka 40 meter over Limfjordens vande. Forskellene skyldes variationer i massetiltrækningen nedefra. Jo større masse og massefylde i grundfjeldet nedenunder, desto større træk er der fra neden.

## Fremdrift
- Solpanelerne producerer 1.300 W.[3] og forsyner
- Den britisk-byggede ion-elektriske motor, der udspyer xenon-ioner med hastigheder over 40.000 m/s, en 20 gange kraftigere motor end normalt – nødvendigt for at overvinde luftmodstanden og for at kompensere for det tab af højde, som det lave kredsløb ellers ville medføre. GOCE's mission vil afsluttes når den 40 kg xenon-brændstoftank er tom, hvilket vil ske efter omkring 20 måneder.[4]